# Сучасний чарівник
«Сучасний чарівник» (англ. The Up-to-Date Sorcerer) — гумористичне фентезійне оповідання американського письменника Айзека Азімова, вперше надруковано у липні 1958 року журналом « Magazine of Fantasy and Science Fiction». Увійшло до збірки «Прихід ночі та інші історії» (Nightfall and Other Stories) (1969).
Оповідання є одним з результатів любові Азімова до складних сюжетів комічних опер Гілберта і Саллівана. Воно є пародією на їхню оперу «Чарівник».

## Сюжет
Професор Велінгтон Джонс є ендокринологом, він приготував любовне зілля, яке спричиняє закоханість у першу побачену людину. Студенти Джонса, Аліса та Александер, які збираються побратись, пропонують йому підмішати зілля на студентській вечірці.
Після прийому зілля один із піддослідних вивчає сюжет оригінальної опери Салівана, надіючись знайти там спосіб повернути все на свої місця. Але врешті схиляється до менш драматичного рішення — він пропонує всім парам одружитись, оскільки зілля не діє після шлюбу. Невдалі шлюби можна потім скасувати.
Ця сучасна відмінність від вікторіанських звичаїв значно спрощує життя потерпілим.